# Czułość (chemia)
Czułość – jeden z parametrów opisujących metodę analityczną w chemii. Określa ona najmniejszą zmianę ilości substancji lub stężenia, jakie może być realnie zmierzone za pomocą danej metody. 
Czułość może opisywać wyłącznie metody porównawcze, w zakresie wyznaczonym przez opracowanie krzywej kalibracyjnej. Pod względem matematycznym czułość odpowiada współczynnikowi kierunkowemu krzywej kalibracyjnej.